# Cryphia korealgae
Cryphia korealgae är en fjärilsart som beskrevs av Felix Bryk 1948. Cryphia korealgae ingår i släktet Cryphia och familjen nattflyn. Inga underarter finns listade i Catalogue of Life.